# 아멜 투카
아멜 투카(보스니아어: Amel Tuka, 1991년 1월 9일~)는 보스니아 헤르체고비나의 육상 선수로 주 종목은 중거리이다. 보스니아 헤르체고비나 400m, 800m 기록 보유자이며, 2015년 세계 육상 선수권 대회에서 800m 종목 동메달을 획득하여 보스니아 선수로는 최초로 세계 육상 선수권 대회 메달을 획득했다. 이후 2016년 하계 올림픽에 보스니아 헤르체고비나 국가대표로 참가했으며, 2019년 세계 육상 선수권 대회에서도 800m 은메달을 획득했다.